# Fay Moulton
Fay Moulton (* 7. April 1876 in Marion Center, Marion County, Kansas; † 18. Februar 1945 in Kansas City, Missouri) war ein US-amerikanischer Leichtathlet, der zu Beginn des 20. Jahrhunderts im Sprint erfolgreich war.
Seine einzige amerikanische Meisterschaft gewann er 1902 über 440 Yards (50,8 s). Über 220 Yards wurde er 1901 und über 100 Yards 1902 jeweils Vizemeister. Hinzu kommt ein vierter Platz über 440 Yards im Jahr 1903.
Er nahm an den III. Olympischen Spielen 1904 in St. Louis sowie an den Olympischen Zwischenspielen 1906 in Athen teil und gewann zwei Medaillen:
- 1904:
  - Bronze über 60 Meter in 7,2 s hinter Archie Hahn in 7,0 s und vor William Hogenson in 7,2 s
  - Jeweils Vierter über 100 Meter in 11,4 s (Zeit des Siegers Archie Hahn: 11,0 s) und über 200 Meter (Zeit nicht ermittelt, Zeit des Siegers Archie Hahn: 21,6 s)
- 1906:
  - Silber über 100 Meter in 11,3 s hinter Archie Hahn in 11,2 s und vor Nigel Barker in 11,3 s.